# St. Johannis (Verden)

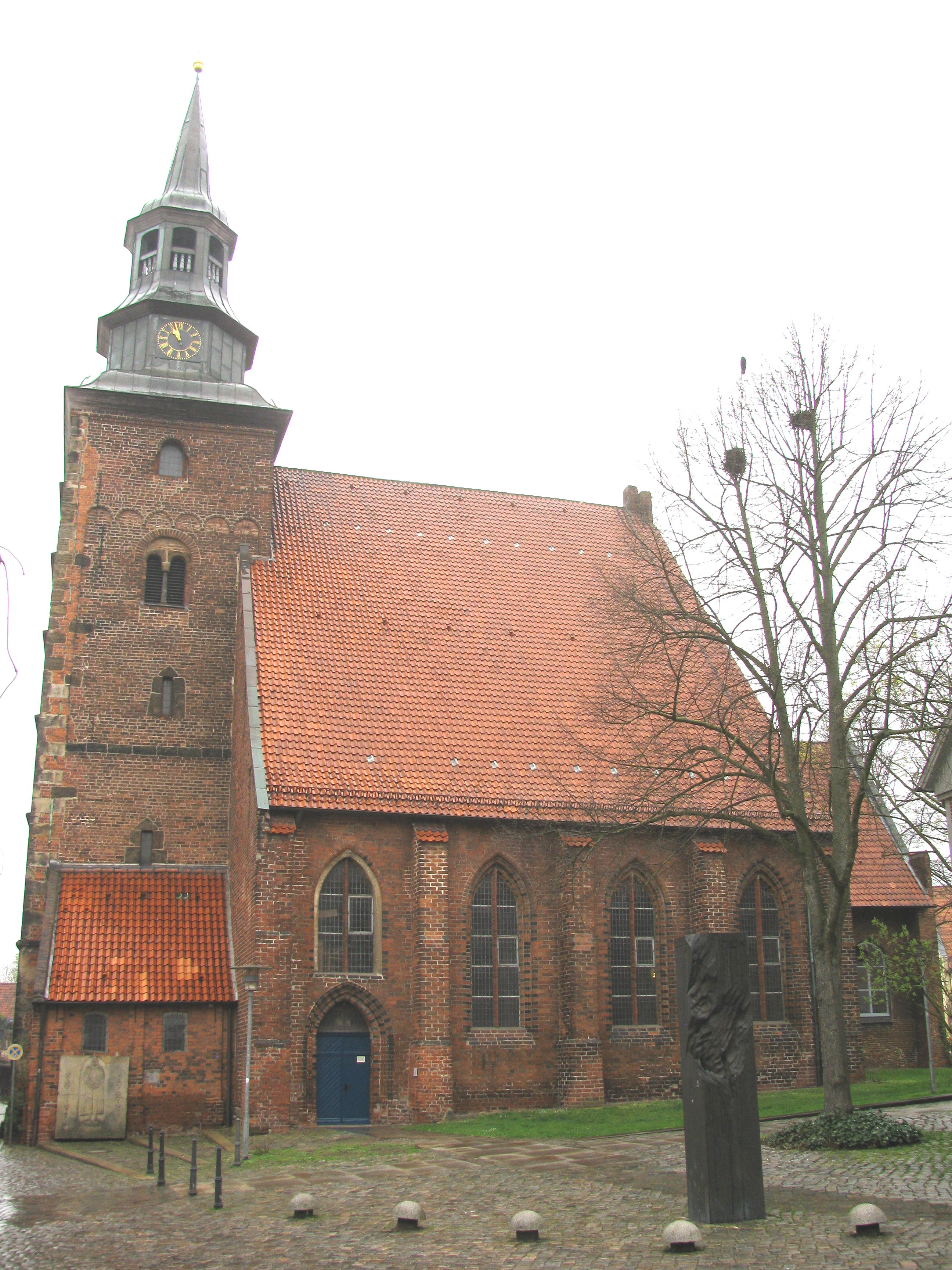
Romanischer Turm, gotisches Seitenschiff

Die nördlich vom Verdener Rathaus gelegene St.-Johannis-Kirche gehört zum Kirchenkreis Verden der Evangelisch-lutherischen Landeskirche Hannovers.

## Geschichte

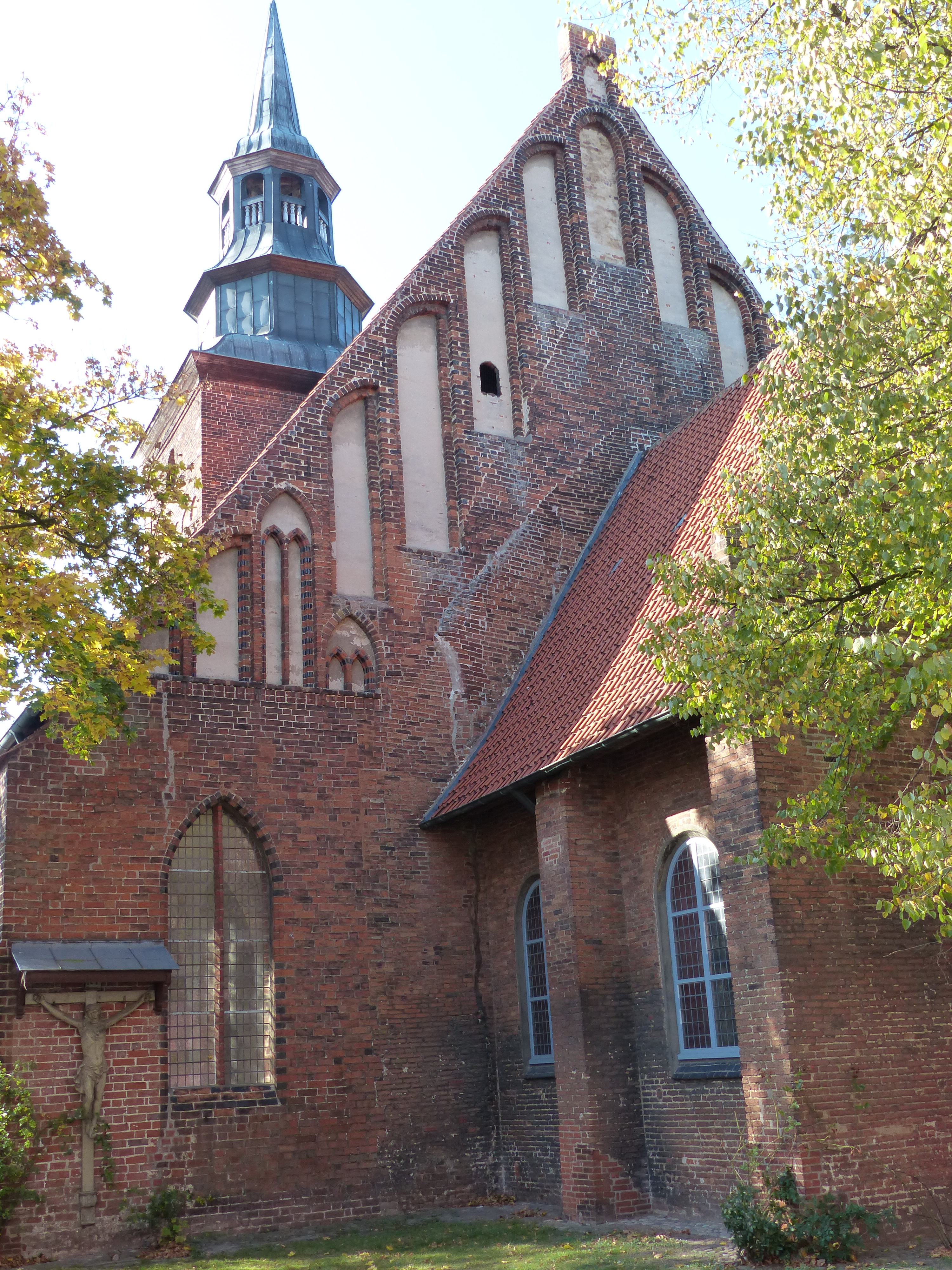
Südseite des Chors und Ostgiebel

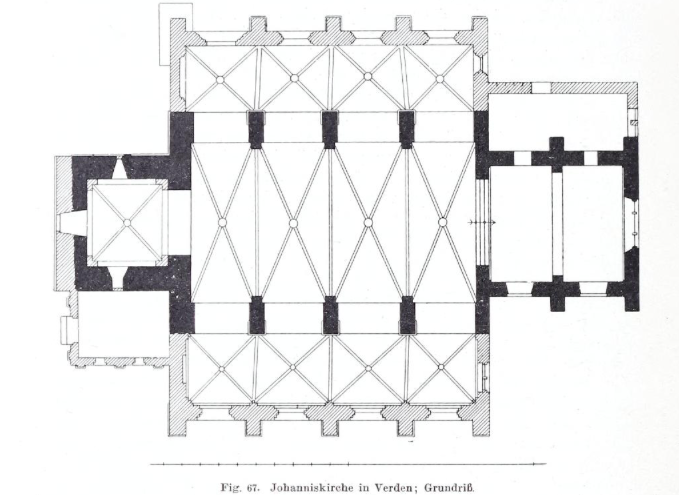
Grundriss der Kirche

Die Anfänge der St.-Johannis-Kirche liegen im Dunkeln. Mit dem Bau der für die Bewohner der Norderstadt bestimmten steinernen Kirche wurde um 1150 begonnen. Es handelte sich um eine einschiffige romanische Kirche mit einem Westturm. Die gotischen Seitenschiffe wurden zwischen 1370 und 1408 angebaut. Zunächst hatte jedes Schiff ein eigenes Dach, die Kirche also drei parallele Dachfirste. 1450 erhielten alle drei Schiffe ein gemeinsames Satteldach und der dafür erforderliche hohe Giebel oberhalb des Chors wurde mit zahlreichen Blenden verziert. Etwa gleichzeitig wurde an die Nordseite des Chors eine Sakristei angebaut. Die Turmspitze auf dem barocken Turmhelm wurde 1697 errichtet.

## Bauwerk
Der tonnengewölbte rechteckige Chor war schon gegenüber der ursprünglichen Schiffsbreite eingezogen und ist noch weitgehend in dem Zustand des 12. Jahrhunderts. Schon die romanischen Teile wurde aus Backstein errichtet und gehören neben dem Turm des Verdener Doms zu den ältesten Backsteinbauten in Norddeutschland. Die dabei verwendeten Mauerziegel sind kleiner als die für die gotischen Erweiterungen verwendeten, aber größer als die der neuzeitlicher Reparaturen und Ergänzungen. Gut zu erkennen ist der Materialunterschied an der östlichen Stirnwand des Schiffs, südlich neben dem Chor.
Beim Anbau der Seitenschiffe wurden die dicken romanischen Außenmauern zu gotischen Spitzbogenarkaden umgestaltet. Auch erhielt das Mittelschiff ein neues Gewölbe. Dessen Rippen sind aber etwas anders gestaltet als die der Seitenschiffe. Entgegengesetzt der bei Rippengewölben verbreiteteren Kombination sind hier die Diagonalen spitzbogig, die Gurte aber rundbogig.
Durch die Seitenschiffe hat das Kirchenschiff jetzt in Nordsüdrichtung eine größere Ausdehnung als in der Längsrichtung der Kirche.
Die Gewände der gotischen Portale (beidseits im westlichen Joch des Schiffs) und Fenster sind durch Wechsel von roten und schwarzglasierten Formsteinen polychrom ausgeführt.

## Ausstattung

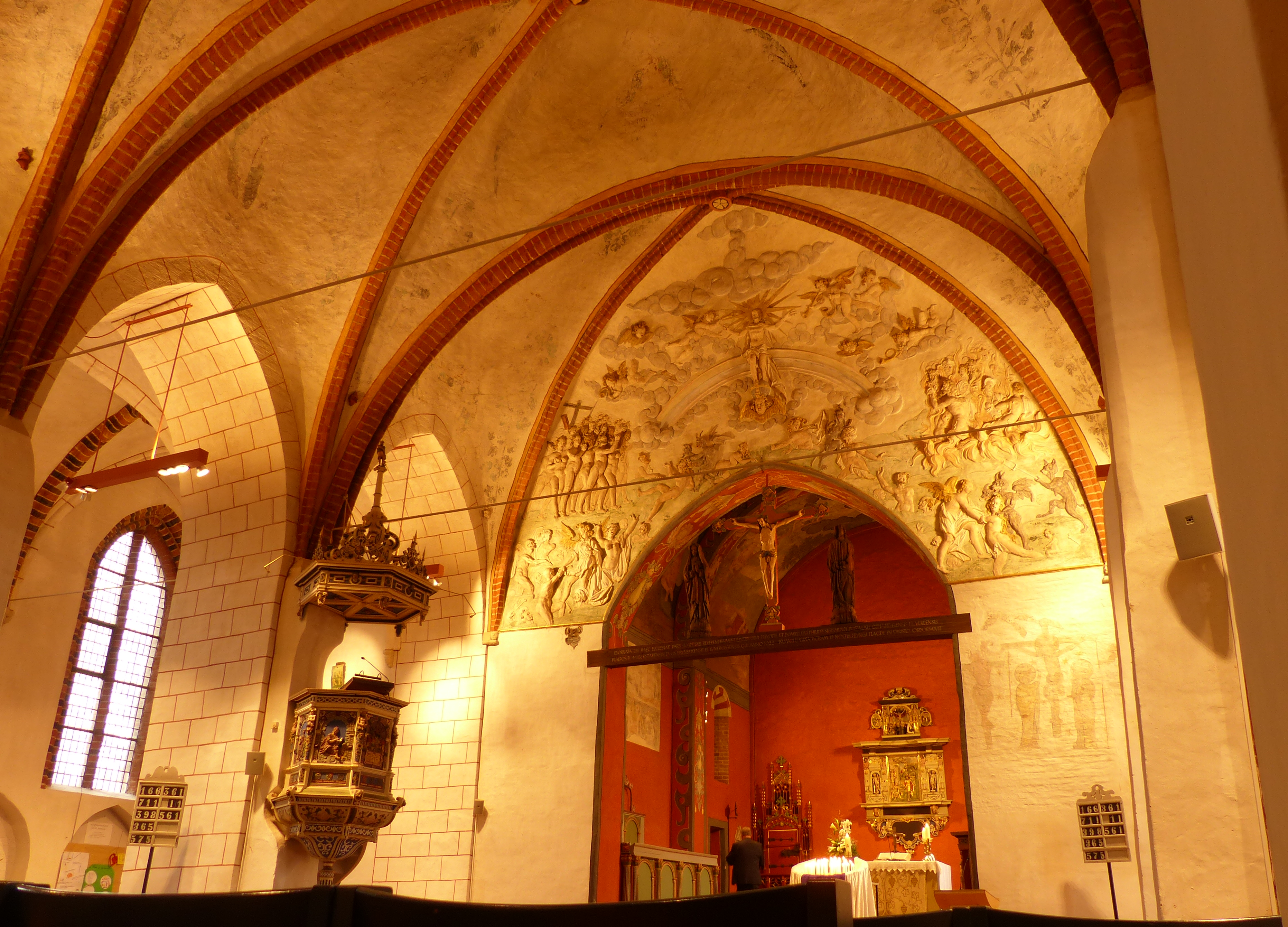
Mittelschiff, Nordschiff und Chor

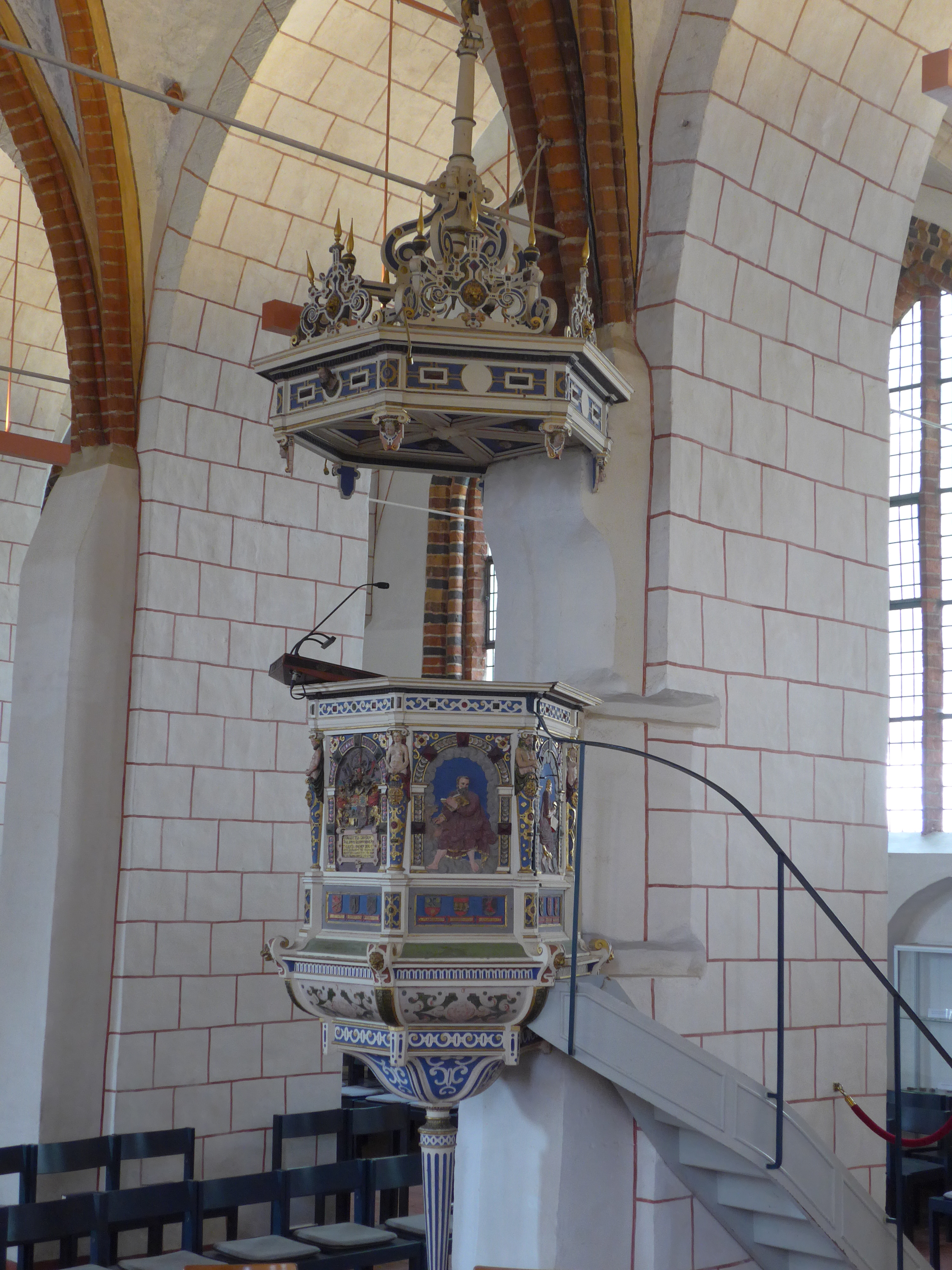
Kanzel von 1598

### Kanzel
Die Kanzel stammt aus dem Jahr 1598. Sie wurde von dem erwählten Bischof Philipp Sigismund und 15 reichen Bürgern der Stadt gestiftet.

### Epitaph über dem Altar
Statt eines Retabels hat man in jüngerer Zeit ein um 1600 entstandenes zweigeschossiges Epitaph an der Chorwand hinter dem Altar angebracht. Unten ist Maria Magdalena, der Christus erscheint, gezeigt, darüber eine Kreuzigung mit Stiftern.

### Bildliche Darstellungen
Rechts neben dem Triumphbogen gibt es Fresken aus dem 14. Jahrhundert, teilweise auf geschlämmtem, also die Mauerstruktur nicht verdeckendem Untergrund.
Etwa zur selben Zeit wie die Kanzel wurde die Giebelwand über dem Triumphbogen mit dem großen Struckrelief geschmückt, welches das Jüngste Gericht darstellt.
Ebenfalls Ende des 16. Jahrhunderts erhielt der Chorraum seine heutige Ausmalung, die allerdings an der Nordwand Reste des ältesten Freskos der Kirche erkennen lässt, eines um 1400 entstandenen Gemäldes der Kreuzesauffindung.

### Orgel

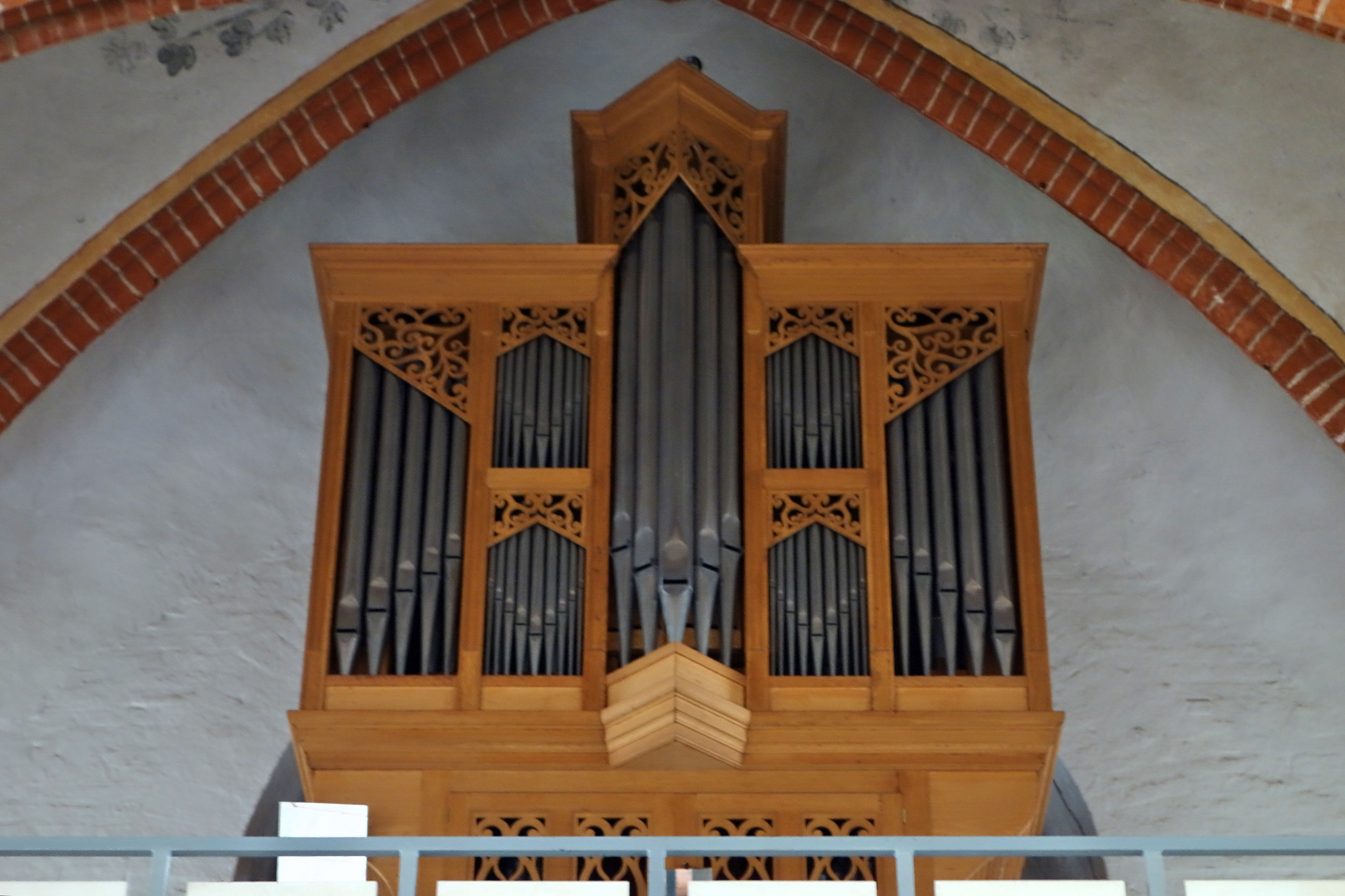
Blick auf die Orgel

Die Orgel wurde 1976 von dem Orgelbauer Hendrik Jan Vierdag erbaut. Das Schleifladen-Instrument hat 10 Register auf zwei Manualen und Pedal. Die Spiel- und Registertrakturen sind mechanisch.
| I Hauptwerk C– |               |        |
| 1.             | Prästant      | 08′    |
| 2.             | Gedeckt       | 08′    |
| 3.             | Oktave        | 04′    |
| 4.             | Nasard 0      | 02 ⁄3′ |
| 5.             | Mixtur III-IV |        |

| II Brustwerk C– |            |     |
| 6.              | Quintadena | 08′ |
| 7.              | Flöte      | 04′ |
| 8.              | Oktave     | 02′ |
| 9.              | Regal      | 08′ |
|                 | Tremulant  |     |

| Pedal C– |         |     |
| 10.      | Subbass | 16′ |

- Koppeln: II/I, I/P, II/P.

### Glocken
Im Turm hängt ein gotisches Duett, welches von ein und demselben Gießer geschaffen wurde.
| Nr | Name  | Durchmesser | Gewicht | Gießer    | Gussjahr | Ton    | Inschrift                                             | Foto |
| -- | ----- | ----------- | ------- | --------- | -------- | ------ | ----------------------------------------------------- | ---- |
| 1  | Anna  | 113 cm      | 750 kg  | Unbekannt | ~1320    | fis'+2 | † Anna °°humilia pango festaqz clango fulmina frango. |      |
| 2  | Maria | 106 cm      | 650 kg  | Unbekannt | ~1320    | gis'-3 | °° Maria † demones ango cordaqz tango funera plango   |      |